# میدان صهیون
میدان صهیون (به لاتین: Zion Square), (عبری: כיכר ציון، کیکر تیزان) یک میدان عمومی در اورشلیم اسرائیل است، که در تقاطع جاده یاهو و خیابان بن یهودا، خیابان هربرت ساموئل و یامش مشروح سالومون واقع شده‌است. این میدان یک مرکز تجاری در مرکز شهر است که از زمان حکم به رسمیت شناخته شدن این کشور توسط بریتانیا در منطقه تجاری مثلث قرار گرفته‌است. میدان صهیون میدان اصلی زندگی سنتی مردم در مرکز شهر اورشلیم به حساب می‌آید. این میدان همواره روز و شب مرکز بازدید گردشگران، مهاجران سالخورده، دانشجویان خارج از کشور، جوانان محلی، بازیگران خیابانی و فعالان مذهبی است. در دهه‌های اخیر، این میدان به پاتوق جوانان ناراضی و بی خانمان تبدیل شده‌است و از دهه ۱۹۳۰ تا ۲۰۱۱، این میدان به مرکز عامی برای اعتراضات و تظاهرات گسترده تبدیل شده بود.

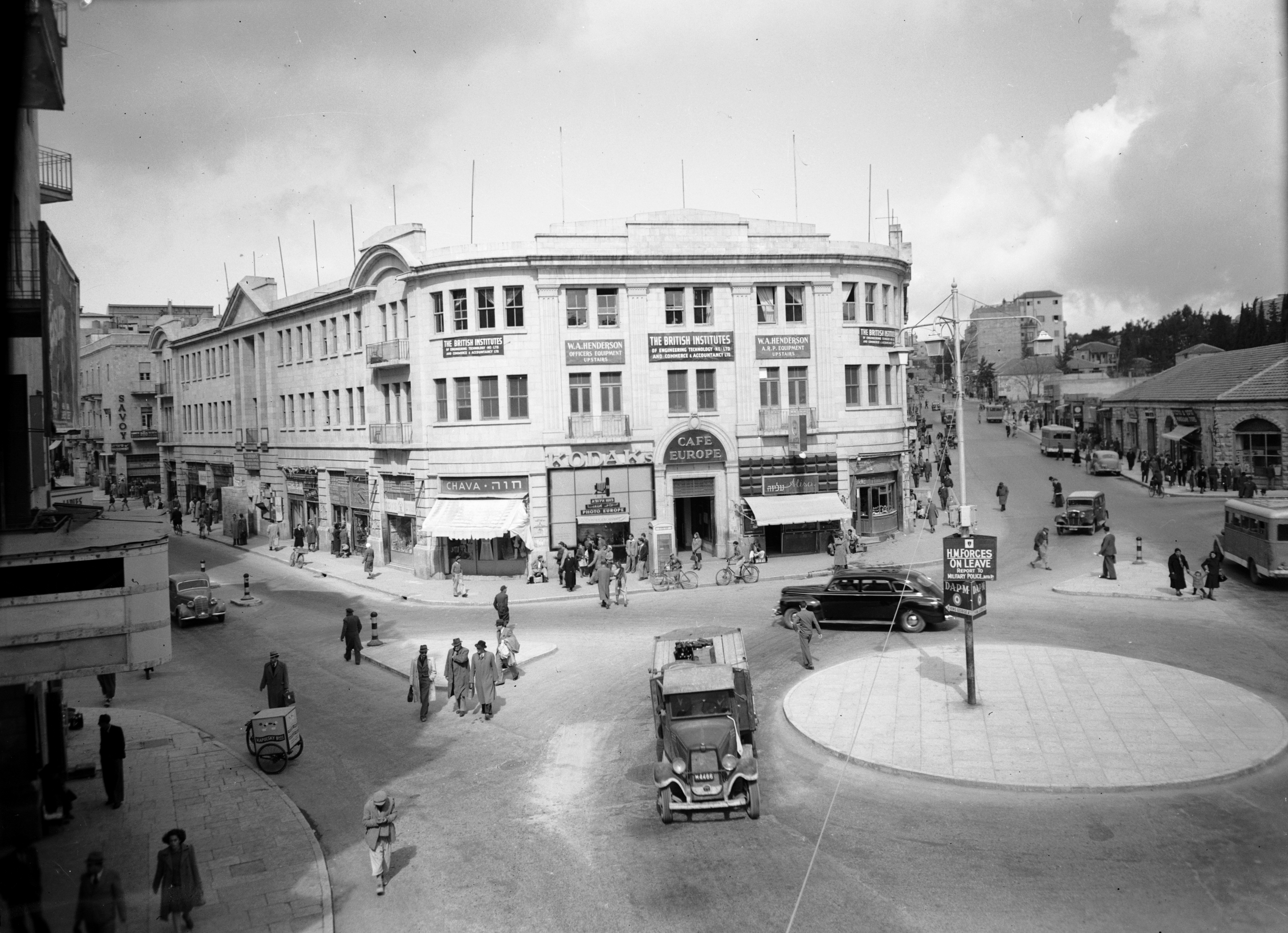
کافه اروپا در ساختمان سنسور که در میدان صهیون واقع است، حدود ۱۹۳۴-۱۹۴۶